# Rhachotropis luculenta
Rhachotropis luculenta är en kräftdjursart som beskrevs av J. L. Barnard 1969. Rhachotropis luculenta ingår i släktet Rhachotropis och familjen Eusiridae. Inga underarter finns listade i Catalogue of Life.